# The Rugby Championship 2023
Navigation
The Rugby Championship 2022 The Rugby Championship 2024
Le Rugby Championship 2023 est une compétition de rugby à XV qui oppose les sélections d'Afrique du Sud (Springboks), d'Argentine (Pumas), d'Australie (Wallabies) et de Nouvelle-Zélande (All Blacks).

## Contexte
Compte tenu de l'organisation de la Coupe du monde de rugby à XV à partir du 8 septembre 2023, la compétition est réduite à six rencontres du 8 juillet au 29 juillet 2023, sous la forme de matchs aller seulement.

## Calendrier
| 8 juillet | Loftus Versfeld Stadium, Pretoria    | Afrique du Sud | 43 - 12 | Australie        |
| 8 juillet | Estadio Malvinas Argentinas, Mendoza | Argentine      | 12 - 41 | Nouvelle-Zélande |

| 15 juillet | Mount Smart Stadium, Auckland | Nouvelle-Zélande | 35 - 20 | Afrique du Sud |
| 15 juillet | CommBank Stadium, Sydney      | Australie        | 31 - 34 | Argentine      |

| 29 juillet | Melbourne Cricket Ground, Melbourne | Australie      | 7 - 38  | Nouvelle-Zélande |
| 29 juillet | Ellis Park Stadium, Johannesbourg   | Afrique du Sud | 22 - 21 | Argentine        |

## Classement
| Rang | Nation               | J | V | N | D | Bo | Bd | Pm  | Pe  | Diff | Pts |
| ---- | -------------------- | - | - | - | - | -- | -- | --- | --- | ---- | --- |
| 1    | Nouvelle-Zélande (T) | 3 | 3 | 0 | 0 | 2  | 0  | 114 | 39  | +75  | 14  |
| 2    | Afrique du Sud       | 3 | 2 | 0 | 1 | 1  | 0  | 85  | 68  | +17  | 9   |
| 3    | Argentine            | 3 | 1 | 0 | 2 | 0  | 1  | 67  | 93  | -26  | 5   |
| 4    | Australie            | 3 | 0 | 0 | 3 | 0  | 1  | 50  | 112 | -62  | 1   |

|  | Vainqueur de la compétition |
|  | T : Tenante du titre 2022.  |

## Acteurs de la compétition

### Joueurs
Cette liste énumère les effectifs des équipes participantes au Rugby Championship 2023. Durant la compétition, les entraîneurs ont la possibilité de faire des changements et de sélectionner de nouveaux joueurs pour des raisons tactiques ou à la suite de blessures.

#### Afrique du Sud
Le 10 juin, Jacques Nienaber dévoile son groupe de 40 joueurs appelés pour préparer la compétition. De plus, dans l'attente d'une demande déposée par la Fédération sud-africaine pour pouvoir sélectionner Jean Kleyn, international irlandais d'origine sud-africaine, ce dernier est convoqué pour s'entrainer avec le groupe en attendant la décision. Plus tard, il est autorisé à être potentiellement sélectionné pour disputer une rencontre.
Le 15 juin, après les blessures de Handré Pollard et Damian Willemse, Elton Jantjies est appelé en renfort.
Le 5 juillet, Ox Nché déclare forfait pour la première rencontre et pour le reste de la compétition.
| Entraîneur | Entraîneur             | Jacques Nienaber                                                                                  |
| Avants     | Pilier                 | Thomas du Toit, Steven Kitshoff, Vincent Koch, Frans Malherbe, Ox Nché , Trevor Nyakane           |
| Avants     | Talonneur              | Joseph Dweba, Malcolm Marx, Bongi Mbonambi                                                        |
| Avants     | Deuxième ligne         | Lood de Jager, Eben Etzebeth, Franco Mostert, Jean Kleyn, Marvin Orie, RG Snyman                  |
| Avants     | Troisième ligne aile   | Jean-Luc du Preez, Pieter-Steph du Toit, Deon Fourie, Siya Kolisi, Kwagga Smith, Marco van Staden |
| Avants     | Troisième ligne centre | Evan Roos, Duane Vermeulen, Jasper Wiese                                                          |
| Arrières   | Demi de mêlée          | Faf de Klerk, Jaden Hendrikse, Herschel Jantjies, Cobus Reinach, Grant Williams                   |
| Arrières   | Demi d'ouverture       | Elton Jantjies, Manie Libbok, Handré Pollard , Damian Willemse                                    |
| Arrières   | Centre                 | Lukhanyo Am, Damian de Allende, André Esterhuizen, Jesse Kriel                                    |
| Arrières   | Ailier                 | Kurt-Lee Arendse, Cheslin Kolbe, Makazole Mapimpi, Canan Moodie                                   |
| Arrières   | Arrière                | Willie le Roux                                                                                    |

#### Argentine
Le 1er juillet 2023, Michael Cheika nomme un groupe de trente joueurs pour disputer la première journée.
Le 9 juillet, Santiago Chocobares, Santiago Cordero, Jerónimo de la Fuente, Francisco Gómez Kodela, Juan Imhoff, Facundo Isa, Juan Cruz Mallía, Guido Petti, Joel Sclavi et Nahuel Tetaz Chaparro sont appelés pour la deuxième et la troisième journée.
| Entraîneur | Entraîneur             | Michael Cheika |
| Avants     | Pilier                 | Eduardo Bello, Thomas Gallo, Francisco Gómez Kodela, Santiago Medrano, Joel Sclavi, Lucio Sordoni, Nahuel Tetaz Chaparro, Mayco Vivas |
| Avants     | Talonneur              | Agustín Creevy, Julián Montoya , Ignacio Ruiz                                                                                         |
| Avants     | Deuxième ligne         | Matías Alemanno, Tomás Lavanini, Lucas Paulos, Guido Petti                                                                            |
| Avants     | Troisième ligne aile   | Juan Martín González, Santiago Grondona, Pablo Matera, Pedro Rubiolo                                                                  |
| Avants     | Troisième ligne centre | Rodrigo Bruni, Facundo Isa |
| Arrières   | Demi de mêlée          | Lautaro Bazán, Gonzalo Bertranou |
| Arrières   | Demi d'ouverture       | Tomás Albornoz, Santiago Carreras, Nicolás Sánchez                                                                                    |
| Arrières   | Centre                 | Santiago Chocobares, Lucio Cinti, Jerónimo de la Fuente, Matías Moroni, Matías Orlando                                                |
| Arrières   | Ailier                 | Sebastián Cancelliere, Mateo Carreras, Santiago Cordero, Bautista Delguy, Luciano González, Juan Imhoff, Rodrigo Isgró                |
| Arrières   | Arrière                | Emiliano Boffelli, Juan Cruz Mallía                                                                                                   |

#### Australie
Le 25 juin, le nouveau sélectionneur australien, Eddie Jones, dévoile un groupe de 34 joueurs pour disputer la compétition, il nomme les expérimentés James Slipper et Michael Hooper comme co-capitaines. De plus, Angus Bell, Langi Gleeson, Andrew Kellaway, Samu Kerevi, Jordan Petaia et Matt Philip sont également sélectionnés en tant que joueurs en phase de reprise.
Le 10 juillet, Pone Fa'amausili et Blake Schoupp sont convoqués pour préparer la seconde journée.
| Entraîneur | Entraîneur             | Eddie Jones |
| Avants     | Pilier                 | Allan Alaalatoa, Angus Bell, Pone Fa'amausili, Matt Gibbon, Zane Nonggorr, Taniela Tupou, Blake Schoupp, James Slipper |
| Avants     | Talonneur              | Matt Faessler, Dave Porecki, Jordan Uelese                                                                             |
| Avants     | Deuxième ligne         | Richie Arnold, Nick Frost, Tom Hooper, Matt Philip, Will Skelton                                                       |
| Avants     | Troisième ligne aile   | Jed Holloway, Michael Hooper , Josh Kemeny, Rob Leota, Fraser McReight                                                 |
| Avants     | Troisième ligne centre | Langi Gleeson, Peter Samu, Rob Valetini                                                                                |
| Arrières   | Demi de mêlée          | Ryan Lonergan, Tate McDermott, Nic White                                                                               |
| Arrières   | Demi d'ouverture       | Quade Cooper, Ben Donaldson, Carter Gordon                                                                             |
| Arrières   | Centre                 | Lalakai Foketi, Len Ikitau, Samu Kerevi, Izaia Perese, Jordan Petaia                                                   |
| Arrières   | Ailier                 | Andrew Kellaway, Marika Koroibete, Mark Nawaqanitawase, Dylan Pietsch, Suliasi Vunivalu                                |
| Arrières   | Arrière                | Reece Hodge, Tom Wright                                                                                                |

#### Nouvelle-Zélande
Le 18 juin, Ian Foster annonce son groupe de 36 joueurs retenus pour disputer la compétition. Sam Cane est toujours le capitaine, tandis que Mark Telea est blessé et est remplacé par Shaun Stevenson.
Le 28 juin, Tevita Mafileo est sélectionné en raison d'une blessure de Fletcher Newell.
| Entraîneur | Entraîneur             | Ian Foster |
| Avants     | Pilier                 | Ethan de Groot, Tyrel Lomax, Nepo Laulala, Tevita Mafileo, Fletcher Newell, Ofa Tu'ungafasi, Tamaiti Williams |
| Avants     | Talonneur              | Dane Coles, Samisoni Taukei'aho, Codie Taylor                                                                 |
| Avants     | Deuxième ligne         | Scott Barrett, Josh Lord, Brodie Retallick, Tupou Vaa'i, Sam Whitelock                                        |
| Avants     | Troisième ligne aile   | Sam Cane , Samipeni Finau, Shannon Frizell, Dalton Papali'i                                                   |
| Avants     | Troisième ligne centre | Luke Jacobson, Ardie Savea                                                                                    |
| Arrières   | Demi de mêlée          | Finlay Christie, Cam Roigard, Aaron Smith                                                                     |
| Arrières   | Demi d'ouverture       | Beauden Barrett, Damian McKenzie, Richie Mo'unga                                                              |
| Arrières   | Centre                 | Jordie Barrett, Braydon Ennor, Rieko Ioane, Anton Lienert-Brown, Dallas McLeod                                |
| Arrières   | Ailier                 | Caleb Clarke, Leicester Fainga'anuku, Emoni Narawa, Mark Telea                                                |
| Arrières   | Arrière                | Will Jordan, Shaun Stevenson                                                                                  |

## Feuilles de match

### Première journée
Pour cette première rencontre, l'Afrique du Sud s'impose 43 à 12 avec le bonus offensif face à l'Australie, Kurt-Lee Arendse inscrit notamment un triplé.
| Samedi 8 juillet 2023 17:05 | Afrique du Sud | 43 – 12 (17 - 5) | Australie | Loftus Versfeld Stadium, Pretoria 50 089 spectateurs Arbitre : Ben O'Keeffe |
| Samedi 8 juillet 2023 17:05 | Essai(s) : 6 Arendse (16e, 30e, 51e), de pénalité (55e, 70e), du Toit (75e) Transformation(s) : 5 Libbok (17e, 31e, 76e), de pénalité (55e, 70e) Pénalité(s) : 1 Libbok (14e) | Rapport          | Essai(s) : 2 Koroibete (8e), Gordon (80e+1) Transformation(s) : 1 Gordon (80e+3) Carton(s) jaune(s) : 2 Porecki (54e), Vunivalu (68e) | Loftus Versfeld Stadium, Pretoria 50 089 spectateurs Arbitre : Ben O'Keeffe |
| Samedi 8 juillet 2023 17:05 | | Rapport          | | Loftus Versfeld Stadium, Pretoria 50 089 spectateurs Arbitre : Ben O'Keeffe |

| Afrique du Sud Titulaires 15 Willie le Roux 14 Canan Moodie 13 Lukhanyo Am 12 André Esterhuizen 11 Kurt-Lee Arendse 10 Manie Libbok 9 Cobus Reinach 8 Duane Vermeulen 7 Pieter-Steph du Toit 6 Marco van Staden 5 Marvin Orie 4 Jean Kleyn 3 Frans Malherbe 2 Bongi Mbonambi 1 Steven Kitshoff Remplaçants 16 Joseph Dweba 17 Thomas du Toit 18 Vincent Koch 19 RG Snyman 20 Evan Roos 21 Deon Fourie 22 Grant Williams 23 Damian Willemse Entraîneur Jacques Nienaber |  |  | Australie Titulaires Tom Wright 15 Suliasi Vunivalu 14 Len Ikitau 13 Reece Hodge 12 Marika Koroibete 11 Quade Cooper 10 Nic White 9 Rob Valetini 8 Michael Hooper 7 Tom Hooper 6 Will Skelton 5 Nick Frost 4 Allan Alaalatoa 3 Dave Porecki 2 James Slipper 1 Remplaçants Jordan Uelese 16 Matt Gibbon 17 Zane Nonggorr 18 Richie Arnold 19 Peter Samu 20 Tate McDermott 21 Samu Kerevi 22 Carter Gordon 23 Entraîneur Eddie Jones |

| Homme du match : Kurt-Lee Arendse Arbitres assistants : Paul Williams Andrea Piardi |

Notes :
- Ox Nché est initialement prévu pour débuter la rencontre, cependant une blessure le rend forfait et il est remplacé par Steven Kitshoff pour ce match[5].
- Jean Kleyn, Richie Arnold, Carter Gordon, Tom Hooper et Zane Nonggorr font leurs débuts internationaux.

Lors de la deuxième rencontre de la première journée, la Nouvelle-Zélande est l'auteur d'un grand match et s'impose 41 à 12, avec bonus offensif, sur la pelouse de l'Argentine et rejoint les Springboks en tête du classement.
| Samedi 8 juillet 2023 21:10 | Argentine | 12 – 41 (0 - 31) | Nouvelle-Zélande | Estadio Malvinas Argentinas, Mendoza 40 000 spectateurs Arbitre : Angus Gardner |
| Samedi 8 juillet 2023 21:10 | Essai(s) : 2 Sordoni (51e), Creevy (80e) Transformation(s) : 1 Boffelli (80e+1) Carton(s) jaune(s) : 1 Bruni (38e) | Rapport          | Essai(s) : 7 Coles (4e), Savea (8e), J.Barrett (11e), Ioane (28e), Smith (38e), Barrett (56e), Narawa (75e) Transformation(s) : 3 McKenzie (12e, 29e, 39e) | Estadio Malvinas Argentinas, Mendoza 40 000 spectateurs Arbitre : Angus Gardner |
| Samedi 8 juillet 2023 21:10 | | Rapport          | | Estadio Malvinas Argentinas, Mendoza 40 000 spectateurs Arbitre : Angus Gardner |

| Argentine Titulaires 15 Emiliano Boffelli 14 Sebastián Cancelliere 13 Matías Moroni 12 Lucio Cinti 11 Mateo Carreras 10 Santiago Carreras 9 Gonzalo Bertranou 8 Rodrigo Bruni 7 Juan Martín González 6 Pablo Matera 5 Tomás Lavanini 4 Matías Alemanno 3 Lucio Sordoni 2 Julián Montoya 1 Thomas Gallo Remplaçants 16 Agustín Creevy 17 Mayco Vivas 18 Eduardo Bello 19 Pedro Rubiolo 20 Santiago Grondona 21 Lautaro Bazán 22 Nicolás Sánchez 23 Matías Orlando Entraîneur Michael Cheika |  |  | Nouvelle-Zélande Titulaires Beauden Barrett 15 Emoni Narawa 14 Rieko Ioane 13 Jordie Barrett 12 Caleb Clarke 11 Damian McKenzie 10 Aaron Smith 9 Ardie Savea 8 Sam Cane 7 Shannon Frizell 6 Josh Lord 5 Scott Barrett 4 Tyrel Lomax 3 Dane Coles 2 Ethan de Groot 1 Remplaçants Codie Taylor 16 Ofa Tu'ungafasi 17 Nepo Laulala 18 Tupou Vaa'i 19 Dalton Papali'i 20 Finlay Christie 21 Richie Mo'unga 22 Braydon Ennor 23 Entraîneur Ian Foster |

| Homme du match : Jordie Barrett Arbitres assistants : Nic Berry Jordan Way |

Notes :
- Bautista Delguy est initialement prévu en tant que titulaire pour ce match, cependant il déclare forfait avant la rencontre et est remplacé par Sebastián Cancelliere.
- Emoni Narawa fait ses débuts internationaux.

### Deuxième journée
Pour cette rencontre, les deux leaders de la compétition s'affrontent et peuvent prendre un ascendant sur la victoire finale en cas de victoire lors de ce match. Les champions en titre néo-zélandais réalisent une bonne prestation et s'imposent 35 à 20 à Auckland.
| Samedi 15 juillet 2023 09:05 | Nouvelle-Zélande | 35 – 20 (20 - 3) | Afrique du Sud | Mount Smart Stadium, Auckland 31 265 spectateurs Arbitre : Mathieu Raynal |
| Samedi 15 juillet 2023 09:05 | Essai(s) : 4 Smith (4e), Frizell (16e), Jordan (68e), Mo'unga (77e) Transformation(s) : 3 Mo'unga (5e, 16e, 69e) Pénalité(s) : 3 Mo'unga (9e, 37e, 59e) | Rapport          | Essai(s) : 3 Marx (52e), Kolbe (61e), Smith (79e) Transformation(s) : 1 Kolbe (54e) Pénalité(s) : 1 de Klerk (35e) | Mount Smart Stadium, Auckland 31 265 spectateurs Arbitre : Mathieu Raynal |
| Samedi 15 juillet 2023 09:05 | | Rapport          | | Mount Smart Stadium, Auckland 31 265 spectateurs Arbitre : Mathieu Raynal |

| Nouvelle-Zélande Titulaires 15 Beauden Barrett 14 Will Jordan 13 Rieko Ioane 12 Jordie Barrett 11 Mark Telea 10 Richie Mo'unga 9 Aaron Smith 8 Ardie Savea 7 Sam Cane 6 Shannon Frizell 5 Scott Barrett 4 Brodie Retallick 3 Tyrel Lomax 2 Codie Taylor 1 Ethan de Groot Remplaçants 16 Samisoni Taukei'aho 17 Tamaiti Williams 18 Nepo Laulala 19 Tupou Vaa'i 20 Dalton Papali'i 21 Finlay Christie 22 Braydon Ennor 23 Caleb Clarke Entraîneur Ian Foster |  |  | Afrique du Sud Titulaires Willie le Roux 15 Cheslin Kolbe 14 Lukhanyo Am 13 Damian de Allende 12 Makazole Mapimpi 11 Damian Willemse 10 Faf de Klerk 9 Jasper Wiese 8 Franco Mostert 7 Kwagga Smith 6 Lood de Jager 5 Eben Etzebeth 4 Frans Malherbe 3 Bongi Mbonambi 2 Steven Kitshoff 1 Remplaçants Malcolm Marx 16 Thomas du Toit 17 Vincent Koch 18 RG Snyman 19 Pieter-Steph du Toit 20 Duane Vermeulen 21 Grant Williams 22 Manie Libbok 23 Entraîneur Jacques Nienaber |

| Homme du match : Richie Mo'unga Arbitres assistants : Pierre Brousset Angus Gardner |

Notes :
- Tamaiti Williams fait ses débuts internationaux.

L'Australie et l'Argentine sont les deux seules équipes à n'avoir pas remporté de match lors de la première journée. Après une rencontre serrée et indécise, l'Argentine s'impose 34-31 à Sydney en fin de rencontre à la suite d'un essai de Juan Martín González.
| Samedi 15 juillet 2023 11:45 | Australie | 31 – 34 (10 - 10) | Argentine | CommBank Stadium, Sydney 28 000 spectateurs Arbitre : Jaco Peyper |
| Samedi 15 juillet 2023 11:45 | Essai(s) : 4 Ikitau (4e), White (52e), Kerevi (71e), Nawaqanitawase (75e) Transformation(s) : 4 Cooper (6e, 53e, 72e, 76e) Pénalité(s) : 1 Cooper (11e) Carton(s) jaune(s) : 1 Arnold (39e) | Rapport           | Essai(s) : 4 de la Fuente (24e), Montoya (45e), M.Carreras (68e), González (78e) Transformation(s) : 4 Boffelli (26e, 45e, 69e, 80e) Pénalité(s) : 2 Boffelli (20e, 59e) | CommBank Stadium, Sydney 28 000 spectateurs Arbitre : Jaco Peyper |
| Samedi 15 juillet 2023 11:45 | | Rapport           | | CommBank Stadium, Sydney 28 000 spectateurs Arbitre : Jaco Peyper |

| Australie Titulaires 15 Tom Wright 14 Mark Nawaqanitawase 13 Len Ikitau 12 Samu Kerevi 11 Marika Koroibete 10 Quade Cooper 9 Nic White 8 Rob Valetini 7 Fraser McReight 6 Jed Holloway 5 Will Skelton 4 Richie Arnold 3 Allan Alaalatoa 2 Dave Porecki 1 James Slipper Remplaçants 16 Jordan Uelese 17 Angus Bell 18 Pone Fa'amausili 19 Matt Philip 20 Rob Leota 21 Josh Kemeny 22 Tate McDermott 23 Carter Gordon Entraîneur Eddie Jones |  |  | Argentine Titulaires Emiliano Boffelli 15 Rodrigo Isgró 14 Lucio Cinti 13 Jerónimo de la Fuente 12 Mateo Carreras 11 Santiago Carreras 10 Gonzalo Bertranou 9 Juan Martín González 8 Santiago Grondona 7 Pablo Matera 6 Tomás Lavanini 5 Matías Alemanno 4 Francisco Gómez Kodela 3 Julián Montoya 2 Thomas Gallo 1 Remplaçants Agustín Creevy 16 Nahuel Tetaz Chaparro 17 Eduardo Bello 18 Lucas Paulos 19 Rodrigo Bruni 20 Lautaro Bazán 21 Nicolás Sánchez 22 Matías Moroni 23 Entraîneur Michael Cheika |

| Homme du match : Mark Nawaqanitawase Arbitres assistants : James Doleman Paul Williams |

Notes :
- Josh Kemeny et Rodrigo Isgró font leurs débuts internationaux.

### Troisième journée
À l'occasion de cette troisième journée, l'Australie et la Nouvelle-Zélande se rencontrent dans le cadre de la Bledisloe Cup. L'Australie n'a toujours pas remporté de match lors de cette édition du Rugby Championship, tandis que la Nouvelle-Zélande est à un match de la victoire finale. Les Australiens réalisent un bon début de rencontre mais leur indiscipline leur fait défaut, les Néo-Zélandais en profitent et s'imposent finalement 38 à 7 avec le bonus offensif et empoche une vingtième victoire dans la compétition, tandis que l'Australie termine dernière de la compétition avec aucune victoire.
| Samedi 29 juillet 2023 11:45 | Australie | 7 – 38 (7 - 19) | Nouvelle-Zélande | Melbourne Cricket Ground, Melbourne 83 944 spectateurs Arbitre : Wayne Barnes |
| Samedi 29 juillet 2023 11:45 | Essai(s) : 1 Valetini (6e) Transformation(s) : 1 Gordon (7e) Carton(s) jaune(s) : 2 Koroibete (25e), Tupou (56e) | Rapport         | Essai(s) : 6 Frizell (2e), Taylor (33e), Jordan (40e+1), Clarke (58e), Telea (64e), Ioane (66e) Transformation(s) : 4 Mo'unga (34e, 40e+2, 60e, 67e) | Melbourne Cricket Ground, Melbourne 83 944 spectateurs Arbitre : Wayne Barnes |
| Samedi 29 juillet 2023 11:45 | | Rapport         | | Melbourne Cricket Ground, Melbourne 83 944 spectateurs Arbitre : Wayne Barnes |

| Australie Titulaires 15 Andrew Kellaway 14 Mark Nawaqanitawase 13 Jordan Petaia 12 Samu Kerevi 11 Marika Koroibete 10 Carter Gordon 9 Tate McDermott 8 Rob Valetini 7 Tom Hooper 6 Jed Holloway 5 Will Skelton 4 Nick Frost 3 Allan Alaalatoa 2 Dave Porecki 1 Angus Bell Remplaçants 16 Jordan Uelese 17 James Slipper 18 Taniela Tupou 19 Richie Arnold 20 Rob Leota 21 Nic White 22 Quade Cooper 23 Izaia Perese Entraîneur Eddie Jones |  |  | Nouvelle-Zélande Titulaires Beauden Barrett 15 Will Jordan 14 Rieko Ioane 13 Jordie Barrett 12 Mark Telea 11 Richie Mo'unga 10 Aaron Smith 9 Ardie Savea 8 Dalton Papali'i 7 Shannon Frizell 6 Scott Barrett 5 Brodie Retallick 4 Tyrel Lomax 3 Codie Taylor 2 Ethan de Groot 1 Remplaçants Samisoni Taukei'aho 16 Ofa Tu'ungafasi 17 Nepo Laulala 18 Sam Whitelock 19 Luke Jacobson 20 Cam Roigard 21 Anton Lienert-Brown 22 Caleb Clarke 23 Entraîneur Ian Foster |

| Homme du match : Will Jordan Arbitres assistants : Karl Dickson Christophe Ridley |

Notes :
- Cam Roigard fait ses débuts internationaux.
- La Nouvelle-Zélande remporte la Bledisloe Cup.

Pour ce dernier match de la compétition, les deux équipes peuvent terminer à la deuxième place de la compétition en cas de victoire. L'Afrique du Sud s'impose finalement 22 à 21 face à l'Argentine, l'ouvreur de ces derniers, Santiago Carreras, manque notamment huit points au pied durant la rencontre. Les Springboks terminent donc à la deuxième place du Rugby Championship.
| Samedi 29 juillet 2023 17:05 | Afrique du Sud | 22 – 21 (15 - 9) | Argentine | Ellis Park Stadium, Johannesbourg 45 000 spectateurs Arbitre : Andrew Brace |
| Samedi 29 juillet 2023 17:05 | Essai(s) : 3 Etzebeth (18e), de Allende (25e), Libbok (68e) Transformation(s) : 2 Libbok (27e, 69e) Pénalité(s) : 1 Libbok (11e) Carton(s) jaune(s) : 1 de Allende (72e) | Rapport          | Essai(s) : 2 M.Carreras (74e), Bertranou (80e+2) Transformation(s) : 1 S.Carreras (80e+3) Pénalité(s) : 3 Carreras (2e, 9e, 37e) | Ellis Park Stadium, Johannesbourg 45 000 spectateurs Arbitre : Andrew Brace |
| Samedi 29 juillet 2023 17:05 | | Rapport          | | Ellis Park Stadium, Johannesbourg 45 000 spectateurs Arbitre : Andrew Brace |

| Afrique du Sud Titulaires 15 Willie le Roux 14 Cheslin Kolbe 13 Jesse Kriel 12 Damian de Allende 11 Kurt-Lee Arendse 10 Manie Libbok 9 Grant Williams 8 Duane Vermeulen 7 Pieter-Steph du Toit 6 Marco van Staden 5 Marvin Orie 4 Eben Etzebeth 3 Frans Malherbe 2 Malcolm Marx 1 Steven Kitshoff Remplaçants 16 Bongi Mbonambi 17 Trevor Nyakane 18 Vincent Koch 19 Kwagga Smith 20 RG Snyman 21 Faf de Klerk 22 Lukhanyo Am 23 Damian Willemse Entraîneur Jacques Nienaber |  |  | Argentine Titulaires Juan Cruz Mallía 15 Mateo Carreras 14 Lucio Cinti 13 Santiago Chocobares 12 Juan Imhoff 11 Santiago Carreras 10 Lautaro Bazán 9 Juan Martín González 8 Santiago Grondona 7 Pablo Matera 6 Tomás Lavanini 5 Lucas Paulos 4 Francisco Gómez Kodela 3 Julián Montoya 2 Thomas Gallo 1 Remplaçants Ignacio Ruiz 16 Nahuel Tetaz Chaparro 17 Joel Sclavi 18 Pedro Rubiolo 19 Facundo Isa 20 Gonzalo Bertranou 21 Tomás Albornoz 22 Matías Moroni 23 Entraîneur Michael Cheika |

| Homme du match : Eben Etzebeth Arbitres assistants : Nika Amashukeli Chris Busby |

## Statistiques

### Meilleurs réalisateurs
Richie Mo'unga est le meilleur réalisateur de la compétition avec 28 points inscrits (un essai, sept transformations, trois pénalités) durant la compétition.
| Rang | Joueur            | Équipe           | Points | Essais | Transf. | Pén. | Drops |
| ---- | ----------------- | ---------------- | ------ | ------ | ------- | ---- | ----- |
| 1    | Richie Mo'unga    | Nouvelle-Zélande | 28     | 1      | 7       | 3    | 0     |
| 2    | Manie Libbok      | Afrique du Sud   | 21     | 1      | 5       | 2    | 0     |
| 3    | Emiliano Boffelli | Argentine        | 16     | 0      | 5       | 2    | 0     |
| 4    | Kurt-Lee Arendse  | Afrique du Sud   | 15     | 3      | 0       | 0    | 0     |
| 5    | Santiago Carreras | Argentine        | 11     | 0      | 1       | 3    | 0     |
| 5    | Quade Cooper      | Australie        | 11     | 0      | 4       | 1    | 0     |

### Meilleurs marqueurs
Kurt-Lee Arendse termine meilleur marqueur d'essais de la compétition avec trois réalisations après son triplé inscrit lors de la première journée face à l'Australie.
| Rang | Joueur           | Équipe           | Essais |
| ---- | ---------------- | ---------------- | ------ |
| 1    | Kurt-Lee Arendse | Afrique du Sud   | 3      |
| 2    | Mateo Carreras   | Argentine        | 2      |
| 2    | Shannon Frizell  | Nouvelle-Zélande | 2      |
| 2    | Rieko Ioane      | Nouvelle-Zélande | 2      |
| 2    | Will Jordan      | Nouvelle-Zélande | 2      |
| 2    | Aaron Smith      | Nouvelle-Zélande | 2      |

## Bilan de la compétition
La Nouvelle-Zélande remporte à nouveau la compétition, grâce à ses trois victoires en trois matchs, pour la vingtième fois de son histoire.